# 이윤기 (1932년)
이윤기(1932년 9월 9일~)는 대한민국의 정치인이다. 제11대 국회의원을 지냈다.

## 역대 선거 결과
|  | 21.6% |

|  | 6.11% |